# Denni Avdić
Denni Robin Avdić, nacido en Huskvarna el 5 de septiembre de 1988, es un futbolista sueco. Juega de delantero y milita actualmente en el AFC Eskilstuna de la Allsvenskan y en la selección de Suecia.

## Clubes
| Club                     | País         | Año         |
| ------------------------ | ------------ | ----------- |
| IF Elfsborg              | Suecia       | 2006 - 2010 |
| Werder Bremen            | Alemania     | 2011 - 2013 |
| PEC Zwolle (cedido)      | Países Bajos | 2012 - 2013 |
| AZ Alkmaar               | Países Bajos | 2013 - 2015 |
| Heracles Almelo (cedido) | Países Bajos | 2014 - 2015 |
| AIK Estocolmo            | Suecia       | 2016 - 2018 |
| AFC Eskilstuna           | Suecia       | 2019 -      |